# Tibor Berczelly
Tibor Berczelly (3 de enero de 1912-15 de octubre de 1990) fue un deportista húngaro que compitió en esgrima, especialista en las modalidades de florete y sable.
Participó en tres Juegos Olímpicos de Verano entre los años 1936 y 1952, obteniendo en total cinco medallas: oro en Berlín 1936, oro en Londres 1948 y oro y dos bronce en Helsinki 1952. Ganó siete medallas en el Campeonato Mundial de Esgrima entre los años 1935 y 1954.

## Palmarés internacional
| Juegos Olímpicos   | Juegos Olímpicos        | Juegos Olímpicos  | Juegos Olímpicos    |
| Año                | Lugar                   | Medalla           | Prueba              |
| ------------------ | ----------------------- | ----------------- | ------------------- |
| 1936               | Berlín (Alemania)       | Medalla de oro    | Sable por equipos   |
| 1948               | Londres (Reino Unido)   | Medalla de oro    | Sable por equipos   |
| 1952               | Helsinki (Finlandia)    | Medalla de oro    | Sable por equipos   |
| 1952               | Helsinki (Finlandia)    | Medalla de bronce | Sable individual    |
| 1952               | Helsinki (Finlandia)    | Medalla de bronce | Florete por equipos |
| Campeonato Mundial |                         |                   |                     |
| Año                | Lugar                   | Medalla           | Prueba              |
| 1935               | Lausana (Suiza)         | Medalla de oro    | Sable por equipos   |
| 1937               | París (Francia)         | Medalla de oro    | Sable por equipos   |
| 1937               | París (Francia)         | Medalla de plata  | Sable individual    |
| 1951               | Estocolmo (Suecia)      | Medalla de oro    | Sable por equipos   |
| 1953               | Bruselas (Bélgica)      | Medalla de oro    | Sable por equipos   |
| 1954               | Luxemburgo (Luxemburgo) | Medalla de oro    | Sable por equipos   |
| 1954               | Luxemburgo (Luxemburgo) | Medalla de bronce | Sable individual    |